# Jettagi, Muddebihal
Jettagi là một làng thuộc tehsil Muddebihal, huyện Bijapur, bang Karnataka, Ấn Độ.